# Fastland (album)
Fastland er det syvende studiealbum fra den danske singer-songwriter Tina Dickow, der udkom den 28. september 2018.

## Spor
Alt tekst skrevet af Tina Dickow. Alle sange er produceret af Helgi Jónsson. Yderligere produktion på "Fancy" og "Adams House" af Philipp Steinke. 
| #   | Titel                    | Musik                 | Længde |
| --- | ------------------------ | --------------------- | ------ |
| 1.  | "Not Even Close"         | Tina Dickow           | 4:23   |
| 2.  | "Devil's Door"           | Dickow                | 3:49   |
| 3.  | "Parked Car"             | Dickow                | 3:41   |
| 4.  | "Fancy"                  | Dickow                | 3:54   |
| 5.  | "Hands"                  | Dickow, Helgi Jónsson | 4:26   |
| 6.  | "Night Out"              | Dickow                | 3:59   |
| 7.  | "Adams House"            | Dickow, Jónsson       | 4:12   |
| 8.  | "People Are Strange"     | Dickow                | 4:03   |
| 9.  | "Change Yourself"        | Dickow, Jónsson       | 4:08   |
| 10. | "Something You Can Keep" | Dickow                | 2:46   |

## Hitliste

### Ugentlige hitliste
| Hitliste (2018)        | Højeste placering |
| ---------------------- | ----------------- |
| Danmark (Album Top-40) | 1                 |

### Årsliste
| Hitliste (2018) | Placering |
| --------------- | --------- |
| Danmark         | 96        |